# 澄碧湖 (佛罗里达州)
澄碧湖（英語：Sea Ranch Lakes），是美国佛罗里达州布勞沃德縣下属的一座乡村。建立于1959年。面积约为0.6平方公里（约合0.2平方英里）。根据2010年美国人口普查，该市有人口670人。论人口在本州排行第354。